# Nīleshwar
Nīleshwar är en ort i Indien.   Den ligger i distriktet Kāsaragod District och delstaten Kerala, i den södra delen av landet, 1 800 km söder om huvudstaden New Delhi. Nīleshwar ligger 15 meter över havet och antalet invånare är 25 405.
Terrängen runt Nīleshwar är platt. Havet är nära Nīleshwar åt sydväst. Runt Nīleshwar är det tätbefolkat, med 591 invånare per kvadratkilometer. Närmaste större samhälle är Payyannūr, 19,8 km söder om Nīleshwar. Omgivningarna runt Nīleshwar är en mosaik av jordbruksmark och naturlig växtlighet.